# Intento de golpe de Estado en Ucrania de 2024
El 1 de julio de 2024, el Servicio de Seguridad de Ucrania (SBU) dijo que había frustrado un intento prorruso de derrocar al gobierno del presidente Volodímir Zelenski por parte de miembros de una ONG con sede en Kiev.

## Antecedentes
En febrero de 2024, la Dirección Principal de Inteligencia ucraniana dijo que podría intentarse un golpe de Estado en la primavera de 2024.

En mayo de 2024, el Servicio de Seguridad de Ucrania (SBU) arrestó a dos coroneles del ejército que estaban involucrados en un complot para secuestrar a Zelenski y entregarlo al presidente ruso Vladímir Putin o, si eso resultara demasiado difícil, asesinarlo.

## Desarrollo
El SBU anunció que los conspiradores se preparaban para detener al gobierno y "anunciar la 'destitución del poder' del actual liderazgo político-militar de Ucrania" antes de tomar la Rada Suprema (el parlamento nacional de Ucrania) para evitar su capacidad de respuesta. El SBU luego publicó fotos de los cuatro líderes del grupo que habían sido arrestados, con sus rostros borrosos, afirmando que todos eran residentes de Ivano-Frankivsk y agitadores prorrusos conocidos que tenían un historial de asistir a protestas contra el gobierno. El SBU también informó que habían confiscado un alijo de rifles de asalto, rifles de francotirador, pistolas, municiones, computadoras portátiles, teléfonos móviles e instrucciones de golpe dibujadas a mano. La pieza central del complot era provocar un motín el 30 de junio como distracción para tomar el control de varios edificios. También planearon asaltar el edificio de la Rada Suprema.

Los planes de los golpistas consistían en difundir información falsa por todo el país a través de las redes sociales "para desestabilizar la situación sociopolítica dentro de [Ucrania], lo que favorecería a la Federación Rusa". Los golpistas estaban repartidos por todo el país, operando en células de no más de tres personas y se comunicaban entre sí a través de mensajería instantánea a través de Telegram. El líder del complot afirmó que se habrían organizado como "Veche" y habrían buscado el apoyo público. Los golpistas habían alquilado un salón en Kiev con capacidad para más de 2.000 personas y supuestamente estaban en contacto con elementos del ejército y varios grupos mercenarios para reclutarlos para su causa.  El SBU dijo que, además de movilizarse en Kiev, los golpistas tenían organizaciones de base en Dnipró y otras ciudades ucranianas.
La oficina del fiscal general de Ucrania afirmó que el supuesto líder del complot es el jefe de una entidad no gubernamental, que tenía "la experiencia de participar en actos provocativos infructuosos" antes del intento de golpe.
Se han identificado cuatro sospechosos y dos de ellos se encuentran actualmente bajo custodia del SBU. Se enfrentan a hasta 10 años de prisión si son declarados culpables.

## Reacción
Rusia: El gobierno ruso se negó a hacer comentarios sobre las acusaciones de que habían ayudado a organizar a los conspiradores.